# Lars Elleström
Lars Göran Elleström, född 29 augusti 1960 i Klippans församling, Kristianstads län, död 5 december 2021 i Skönevik utanför Ronneby, var professor i litteraturvetenskap vid Linnéuniversitetet. Elleström disputerade i början av 1990-talet på en avhandling om Karl Vennbergs lyrik. Hans forskningsinriktningar omfattade modern svensk lyrik, intermedialitet, genusteori, tolkningsteori och ironi.